# Clathria pachyaxia
Clathria pachyaxia är en svampdjursart som först beskrevs av Claude Lévi 1960.  Clathria pachyaxia ingår i släktet Clathria och familjen Microcionidae. Inga underarter finns listade i Catalogue of Life.